# Chris Costello
Pour les articles homonymes, voir Costello.
Chris Costello est un artiste, graphiste, illustrateur et médailleur basé à Boston, ainsi qu'un concepteur de pièces de monnaie primé, qui fait partie du programme Artistic Infusion de la Monnaie des États-Unis.

## Biographie
Chris Costello naît à Kingston, dans l'État de New York. Après avoir étudié le design, la calligraphie et l'illustration à l'université, Chris Costello obtient une licence en design graphique et communication visuelle à l'université du Nord-Est. Au début de sa carrière, il travaille comme directeur artistique et illustrateur technique pour plusieurs agences de publicité et développe ses propres familles de polices de caractères, dont papyrus.En tant que concepteur de pièces, il aime fusionner le dessin traditionnel et les styles de conception contemporains. Augustus Saint-Gaudens et Adolph Weinman figurent parmi ses sculpteurs et concepteurs de pièces préférés,.

## Artistic Infusion
En 2010, il est accepté pour rejoindre le programme Artistic Infusion (AIP) de la Monnaie des États-Unis. L'AIP a été créé en 2003 pour engager des artistes de divers horizons à travailler avec le personnel de conception et de gravure de la Monnaie pour créer des motifs pour les pièces de monnaie et les médailles américaines. Les artistes de l'AIP créent et sculptent de nombreux motifs au fil des ans. On lui doit plus de 20 créations de pièces et de médailles. 

## Récompenses
Chris Costello et Justin Kunz reçoivent en 2019 le prix de la pièce de l'année pour la pièce de 100 dollars en or Lady Liberty émise en 2017.